# Vivid (groupe)
Pour les articles homonymes, voir Vivid.
Vivid est un groupe allemand de rock, originaire de Salzgitter.

## Histoire
Le groupe se forme en 1991 et fait sa première apparition lors d'une fête municipale à Salzgitter. Après avoir enregistré un album de mix en 1994, ils réussissent à enregistrer une bande démo avec l'aide de Jens Krause, ex-producteur de Fury in the Slaughterhouse. Après avoir ajouté des éléments de musique électronique à leur son grunge, le groupe obtient un contrat avec la major Virgin Records.
L'album, enregistré à Malte en 1997, sort en août de la même année. Il est suivi d'un concert au SWF3 New Pop Festival, avant que le groupe ne se produise au Rock am Ring en 1998. Lors de l'Echo 1998, ils remportent le prix Hamburger Nachwuchspreis, destiné à promouvoir la pop nationale.
Sundown to Sunrise est leur deuxième album. Il sort en juillet 1999, après la sortie du single Off We Go en mai. Vivid avait son propre studio à Salzgitter, où le dernier album Auto All est enregistré en 2001. En 2002, la séparation du groupe est annoncée.

## Style musical
Matthias Weckmann du Metal Hammer identifie comme composants principaux des structures de pop rock, des boucles contemporaines et un chant mélancolique. Le rédacteur de MusikWoche qui présente le groupe le classe dans la pop alternative et se sent « proche des premiers morceaux de Simple Minds avec un soupçon de Bono » ou de « Killing Joke dans ses meilleures années ».
Les membres du groupe étaient au départ des fans de Living Colour, ce qui se reflétait dans le nom du groupe. Kluske qualifie le style musical de Vivid de « rock jouée à la main » unie à des sons informatiques. Kluske poursuit : « Nous ne sommes pas un groupe de crossover ou de metal où l'on s'éclate en live. Les fans ne doivent pas s'efforcer de sauter partout ou d'être crispés et méchants. » 

## Discographie

### Albums studio
- 1992 : Indivividual
- 1994 : Sungodown EP
- 1997 : Go! (67e en Allemagne[4])
- 1999 : Sundown to Sunrise (30e en Allemagne[4])
- 2001 : Auto All

### Singles
- 1997 : Still (74e en Allemagne[4])
- 1997 : I Hate You
- 1998 : We Have (94e en Allemagne[4])
- 1999 : Off We Go (95e en Allemagne[4])
- 1999 : Kingdom Underground
- 2001 : 10.000
- 2001 : Smash